# Robert II av Normandie

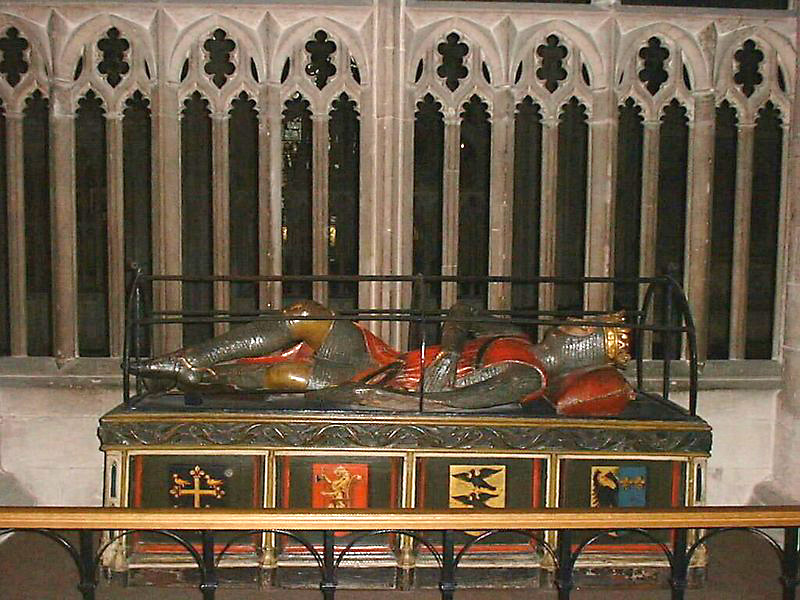
Monument över Robert Curthose i Gloucester Cathedral

Robert II av Normandie (kallad Robert Curthose på grund av sin längd), född ca 1054, död 10 februari 1134, hertig av Normandie. Hans födelseår anges vanligen som 1054, men kan ha varit 1051.
Han var Vilhelm Erövrarens och Matilda av Flanderns äldste son och misslyckad tronpretendent till den engelska tronen samt deltagare i det Första korståget. Hans regeringstid som hertig utmärks av osämjan mellan honom och bröderna i England, som slutligen skulle leda till att Normandie skulle bli en del av England.

## Biografi
I sin ungdom uppges han ha varit modig och skicklig i militärövningar. Han hade dock en benägenhet att vara lat och ha en svag karaktär, något som missnöjda adelsmän och den franske kungen utnyttjade för att röra upp missämja med fadern.
1077 anstiftade han sitt första uppror mot fadern efter att bröderna Vilhelm Rufus och Henrik I av England hade hällt vatten genom golvet in i Roberts rum. Efter en sådan förolämpning försökte Robert erövra slottet i Rouen och tillbringade sedan flera år kringflackande med mållöst krigande innan han kunde försonas med fadern. 
År 1087 dog fadern efter att ha delat upp det normandiska riket mellan sina två äldsta söner. Robert fick Normandie medan Vilhelm Rufus fick England. Av de båda sönerna ansågs Robert vara den svagare och föredrogs av de adelsmän som hade landområden på båda sidor av engelska kanalen, eftersom de lättare kunde kringgå hans auktoritet. Vid faderns död kom bröderna överens om att de skulle bli varandras tronarvingar. Freden varade dock bara ett år innan baronerna allierade sig med Robert för att ersätta Rufus i upproret 1088. Det misslyckades, delvis därför att Robert aldrig kom till de engelska rebellernas stöd.
Robert gifte sig med Sybil, dotter till Geoffrey av Brindisi, greve av Conversano. Deras son William Clito föddes 25 oktober 1102 och blev arvtagare till Normandie. Sybil, som beundrades och hyllades av den tidens historieskrivare, dog kort efter sonens födelse. William av Malmesbury menade att hon dog för att hennes bröst bands för hårt, medan både Robert av Torigny och Orderic Vitalis hävdar att hon mördades av en grupp adelskvinnor under ledning av makens älskarinna, Agnes Giffard.
Robert anlitade som sin nära rådgivare Ranulf Flambard, som tidigare också varit faderns nära rådgivare. År 1096 gav sig Robert av till Heliga landet i det första korståget. Vid denna tidpunkt sades han vara så fattig att han ofta stannade till sängs i brist på kläder. För att få ihop pengar till korståget pantsatte han hos brodern sitt grevskap för en summa på 10 000 marker. 
Eftersom de hade en överenskommelse om att de var varandras tronarvingar skulle Robert ha blivit kung av England vid Vilhelm Rufus död 2 augusti 1100, men då han återvände från korståget hade hans yngre bror Henrik gripit makten. Robert invaderade England 1101 och landsteg i Portsmouth med sin armé, men då han saknade stöd hos engelsmännen kunde Henrik stå emot invasionen. Robert tvingades i Altonfördraget att avstå från sina tronanspråk.
År 1105 fortsatte dock Robert att skapa osämja med brodern, vilket ledde till att Henrik invaderade Normandie. Följande år besegrade Henrik Roberts armé vid slaget vid Tinchebray och utropade Normandie som den engelska kronans egendom, ett förhållande som varade i nästan ett sekel. Robert fängslades efter striden för resten av livet.
Han dog 1134, i fångenskap i Cardiff Castle. Han begravdes i kyrkan St. Peter i Gloucester, där en utarbetad sarkofag senare byggdes. Kyrkan blev senare Gloucester Cathedral.